# Тюльпан скіфський
{{#ifeq:0|0|{{#if:|{{#if:Tulipascythica|[[]}}|}}}}
Тюльпа́н скі́фський (Tulipa scythica) — багаторічна рослина родини лілійних. Ендемік України, занесений до Червоної книги України у статусі «Зникаючий». Декоративна культура.

## Опис
Трав'яниста рослина 20-35 см заввишки, геофіт, ефемероїд. Цибулини з темно-бурими, майже чорними суцільними твердими оболонками, луски від середини до верху зі смужками рудуватих щетинок, з суцільним кільцем густих щетинок навколо денця. Нерідко цибулини розміщені одна над одною, вервицеподібно. Листки вузьколінійноланцетні, здебільшого спрямовані косо вгору, часто перевищують квітку. Верхній листок верхній зазвичай має коротковійкуватий кінчик.
Квітки поодинокі (рідко по 2-4), жовті, 18-35 мм завдовжки. Зовнішні листочки оцвітини не більше як у 1,5 рази вужчі від внутрішніх, зовні зеленкуваті, інколи з червонуватим відтінком, на верхівці трохи війчасті. Плід — коробочка до 20 мм завдовжки.

## Екологія та поширення
Рослина світлолюбна, посухостійка. Цвітіння відбувається у квітні, плодоносить у травні-червні. Розмножується переважно насінням.
Ареал виду надзвичайно вузький і охоплює невелику ділянку на півдні Лівобережжя. Тюльпан скіфський трапляється у межиріччі Дніпра і Молочної, де зростає лише на території заповідника «Асканія-Нова». Тут популяції займають пониззя Агайманського, Великого Чапельского та Бернашівського подів.

## Значення і статус виду
Як вузькоареальний вид має велике наукове значення. Заходи з його збереження особливо важливі, оскільки тюльпан скіфський зберігається лише в межах однієї охоронної території. На стан популяцій негативно впливають дефіцит цілинних ділянок, занадто густий трав'яний покрив, низька конкурентоспроможність в порівнянні з іншими рослинами, а також відсутність генетичного різноманіття всередині популяцій.
Станом на 2014 рік тюльпан скіфський вирощують лише у дендропарку заповідника «Асканія-Нова», що недостатньо для повноцінного відновлення цієї рослини. Вид перспективний для введення в культуру, оскільки має досить високі декоративні якості та може слугувати селекційним матеріалом для гібридизації з іншими видами тюльпанів.

## Систематика
Разом з тюльпанами дібровним, гранітним, бузьким, змієлистим входить до складного видового комплексу Tulipa biebersteiniana s.l. Поза українськими науковими колами його часто розглядають як синонім цього комплексу під назвою Tulipa biebersteiniana Schult.f. s.l.